# Armand Baillod
 (mars 2021).
Si vous disposez d'ouvrages ou d'articles de référence ou si vous connaissez des sites web de qualité traitant du thème abordé ici, merci de compléter l'article en donnant les références utiles à sa vérifiabilité et en les liant à la section « Notes et références ».
Pour les articles homonymes, voir Baillod.
Armand-Alexandre Baillod est un enseignant suisse né le 24 juillet 1848 à La Côte-aux-Fées. Élevé au Locle où il conquit ses brevets d'enseignement, il professa d'abord quelques années en Écosse, à l'Académie royale d'Inverness. Il partit ensuite pour le Japon où il passa un quart de siècle, enseignant le français et l'anglais dans plusieurs lycées officiels, entre autres à Tokyo, tout en étant employé par le ministère japonais de la Marine en 1899 en qualité de conseiller étranger. Il enseigna l'anglais au collège naval impérial d'Etojima du Japon où sa femme fut également employée. Très apprécié, il fut l'objet des faveurs du gouvernement, et fut créé chevalier des Ordres du Soleil levant et des Ordres des fleurs de Paulownia, distinctions rarement décernées à des étrangers. Deux princes réclamèrent aussi ses services professoraux. Rentré dans sa patrie, il s'établit à Neuchâtel, où il décéda une dizaine d'années après, en juillet 1921.
Les contrats de M. et Mme Baillod sont confirmés avec certitude jusqu'en 1908 mais on ignore en fait leur durée réelle. La date de 1910 comme fin de contrat est supposée.